# Güzeltepe, Çayeli
Güzeltepe là một xã thuộc huyện Çayeli, tỉnh Rize, Thổ Nhĩ Kỳ. Dân số thời điểm năm 2010 là 632 người.